# Circondario di Savoca
Il circondario di Savoca, poi circondario di Santa Teresa, fu un circondario del Regno delle Due Sicilie in provincia di Messina e nel distretto di Castroreale, con capoluogo in Savoca, fino al 1855, e, successivamente, in Santa Teresa.
Come gli altri circondari, venne istituito con legge dell'11 ottobre 1817, a seguito della fusione del Regno di Napoli con il Regno di Sicilia nel 1816, e venne soppresso nel 1861, a seguito della spedizione dei Mille e dell'annessione al Regno di Sardegna.

## Geografia

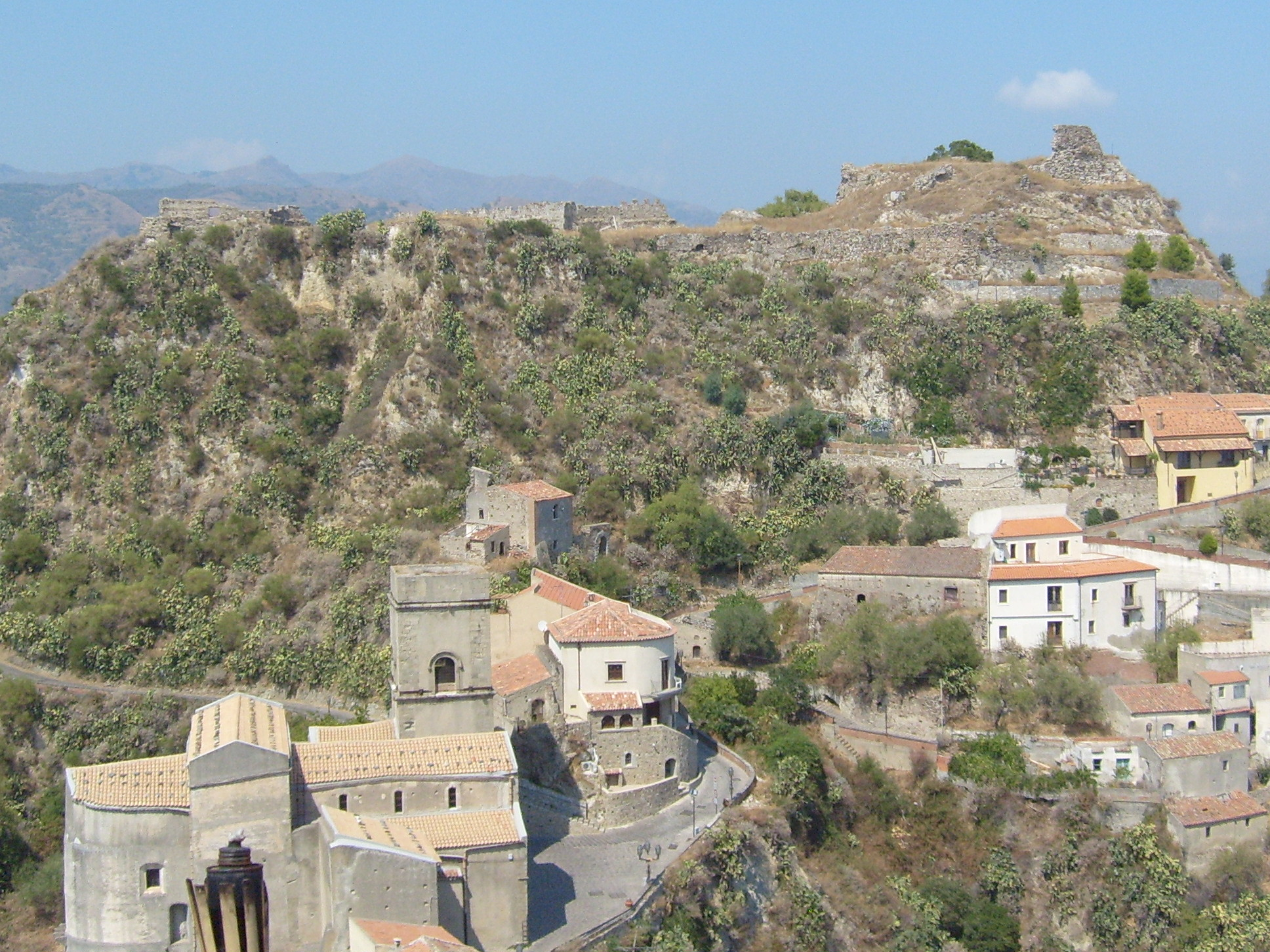
Le rovine del Castello di Pentefur che dominano l'abitato di Savoca

Il circondario, incluso nel Distretto di Castroreale, comprendeva un tratto di costa ionica dell'odierna provincia di Messina; confinava a nord col circondario di Alì, lungo il torrente Pagliara, e a sud col circondario di Taormina, lungo il torrente Chiodaro; ad ovest confinava con i circondari di Novara, Francavilla e Castroreale; ad est col mare Jonio.
Aveva un'estensione di 142,12 km² e, al 1819, vi risiedeva una popolazione di circa 10.850 abitanti, aumentati a circa dodicimila nel 1859. Il suo territorio è stato definito come "ricco di paesaggi pittoreschi.

## Notizie storiche

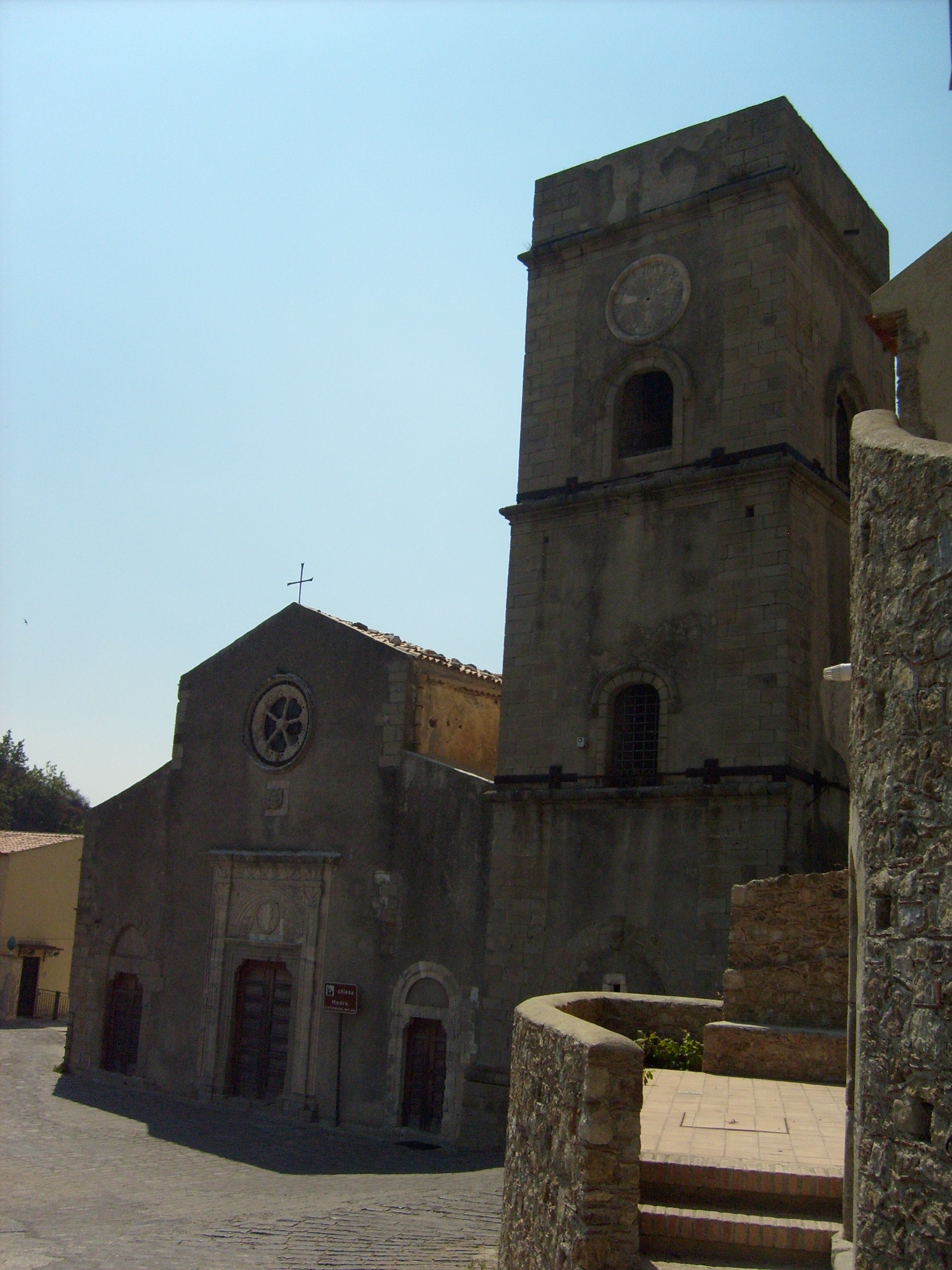
La Chiesa Matrice "Cattedrale" di Savoca (XII secolo)

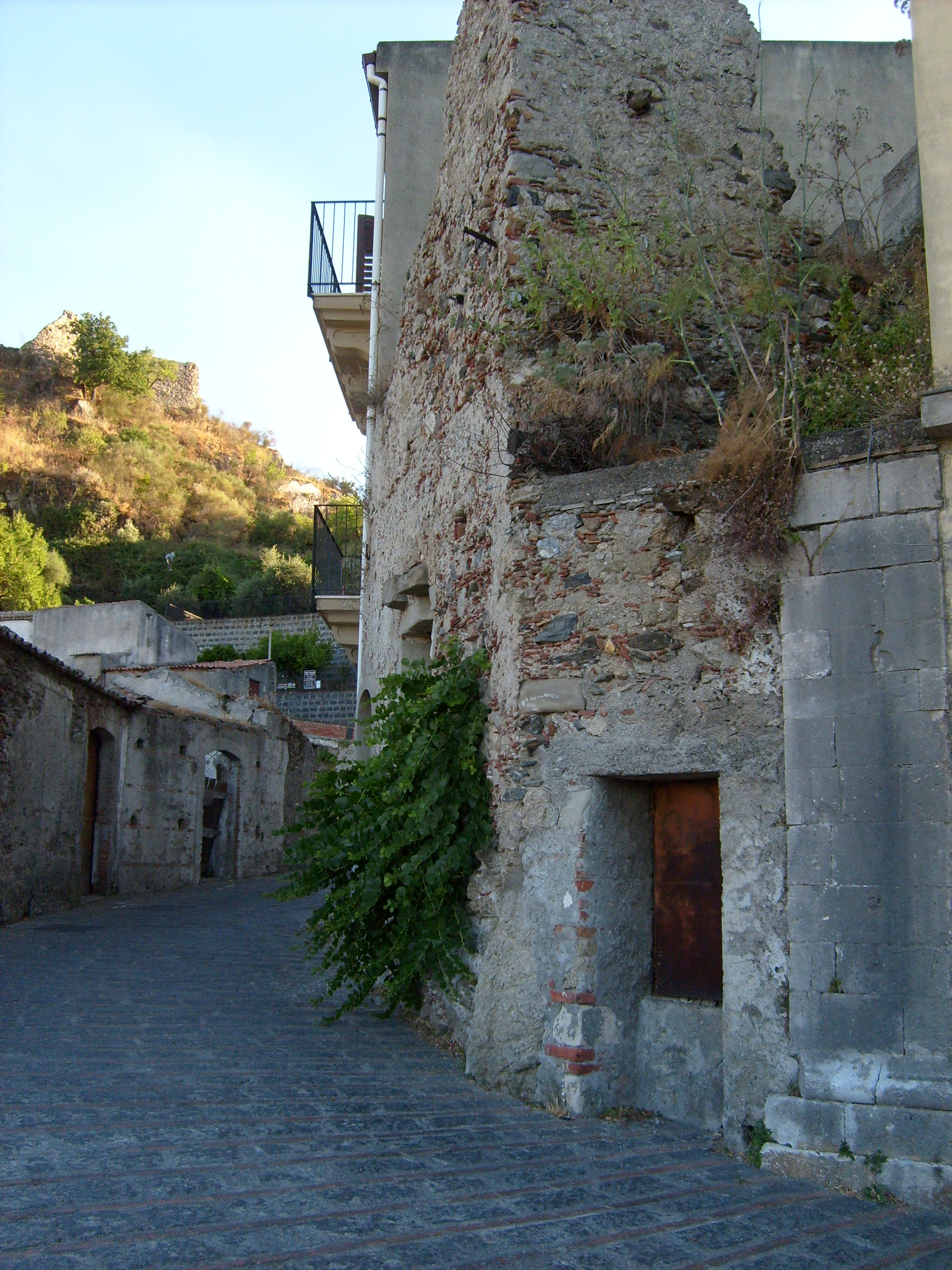
Rovine dell'antico carcere di Savoca (secolo XIV)

Il capoluogo Savoca era cittadina di antica origine, già dal medioevo città fortificata e "terra distrettuale", dotata di un castello militare, diversi pubblici uffici amministrativi e giudiziari (Corte Giuratoria e Corte Capitanale); dal 1134 al 1812 fu al centro di una baronia appartenente all'archimandrita di Messina (che vi esercitava il mero e misto imperio), nonché di una minuscola diocesi archimandritale, istituita nel 1465, che le dava il diritto di avere una Cattedrale.
A Savoca avevano sede il regio giudicato e la prigione circondariale.
Pochi anni dopo l'istituzione del circondario, nel 1820, il borgo di Misserio venne tolto al comune di Savoca e assegnato a quello di Casalvecchio, ciò fece diminuire sensibilmente la popolazione del capoluogo e fu preludio della successiva disgregazione territoriale dello stesso.
Tra il 1845 ed il 1855, il numero dei comuni appartenenti al circondario aumentò, causa la disgregazione del comune di Savoca. Nel 1855, con decreto del 12 febbraio, il capoluogo circondariale venne spostato nel neonato comune di Santa Teresa, avendo Savoca ormai perso gran parte della sua popolazione e del suo prestigio politico.
Con l'Unità d'Italia, i circondari del Regno delle Due Sicilie vengono soppressi e il circondario di Santa Teresa divenne un mandamento del nuovo regno. Il capoluogo del mandamento fu dapprima ripristinato in Savoca, ma, nel 1864, la cittadina savocese lo perse nuovamente in favore di Santa Teresa di Riva.

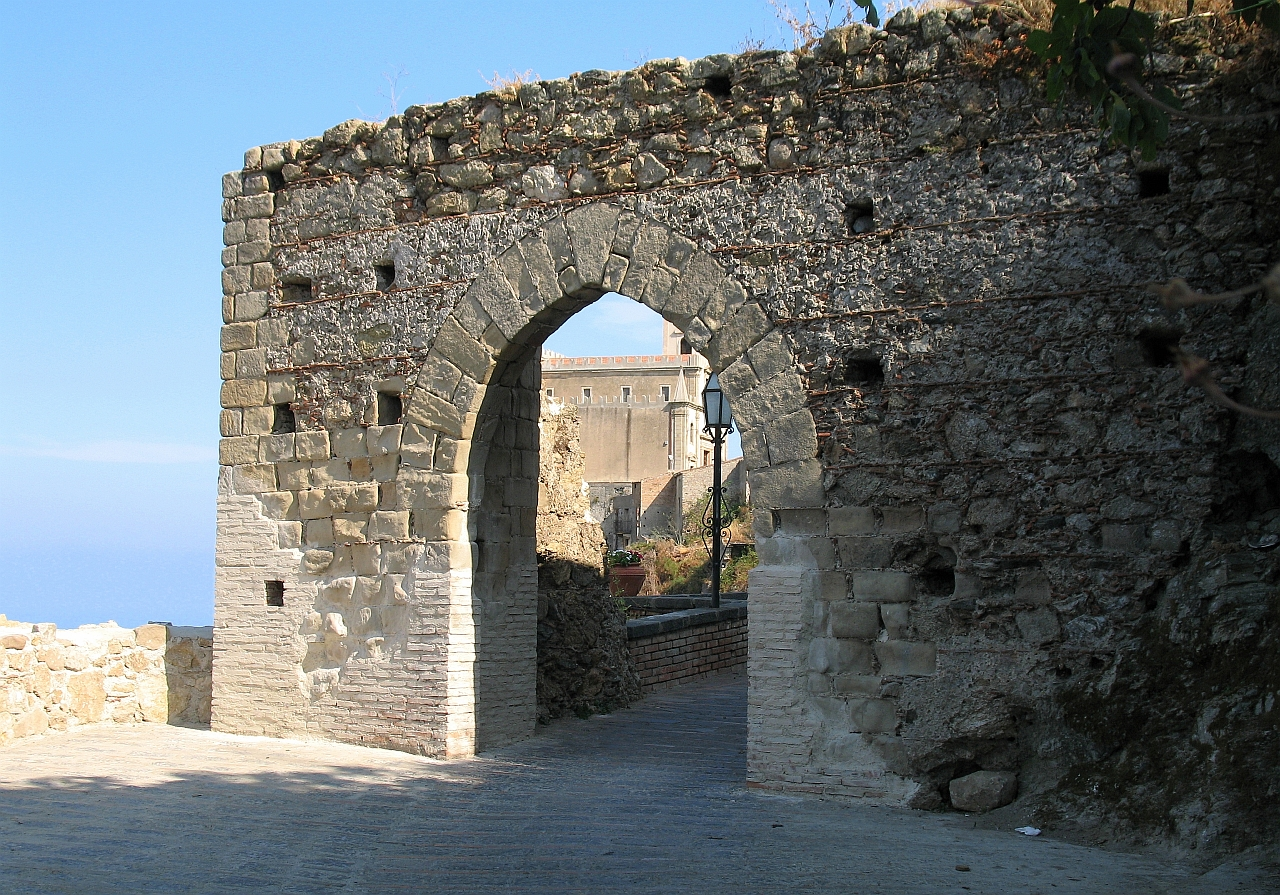
Porta della Città di Savoca, (XII secolo)

I centri abitati che appartennero al circondario, sono attualmente ricompresi (ad eccezione del borgo di Locadi) nel circondario turistico della Valle d'Agrò che aderisce all'Unione dei comuni delle Valli joniche dei Peloritani.

## Economia
Attività principale del circondario era l'agricoltura: viticultura e, a partire dal primo decennio del XIX secolo, anche agrumicoltura; diffuso anche il seminativo, dalla metà del '700, grande incremento registrò l'olivicoltura poco praticata fino ad allora. Fin dal medioevo, ampia diffusione ebbe la coltura del baco da seta, totalmente scomparsa con l'Unità d'Italia. La pastorizia era alquanto rilevante, soprattutto nei ricchi pascoli presso Antillo e Rimiti, sui Monti Peloritani; fitti boschi erano presenti sui rilievi di detti monti, in particolare la municipalità di Savoca percepiva grosse rendite dal "Bosco del Cuiolo". Molto praticata, nei centri rivieraschi, era anche la pesca, vi si contavano svariati equipaggi che si spingevano a pescare fino a Riposto e financo a Melito di Porto Salvo, sulla frontestante costa calabra.
Rilevante anche l'attività artigianale, fino alla metà del XIX secolo nel territorio di Savoca, erano censite circa venti filande per la seta. Dopo il 1820, con l'affermarsi dell'agrumicoltura, nei centri rivieraschi (Santa Teresa e Furci) aprirono piccoli e medi stabilimenti industriali dediti all'estrazione di essenze dagli agrumi. Da non dimenticare la presenza di qualche pastificio e di un opificio dedito alla produzione di cremor di tartaro.
Infine, era anche praticato il commercio, discrete quantità di seta, ortaggi, frutta, formaggi e pesce, prodotti nel circondario, erano esportate nelle città di Messina e Catania. Come già detto, nel circondario di Savoca, si produceva una grande quantità di vino rosso che veniva esportato persino nel Regno Unito.

## Comuni
Comuni al 1818
- Savoca
  - borgo di Misserio
  - borgo di Antillo
  - borgo di Furci
  - borgo di Bucalo
  - Borgo di Porto Salvo-Barracca
- Casalvecchio
  - borgo di Rimiti
- Forza d'Agrò
  - borgo di Scifì
  - borgo di Sant'Alessio
- Limina
- Roccafiorita
- Locadi

Comuni al 1859
- Santa Teresa (istituito nel 1853, unificando le borgate di Furci, Bucalo, Porto Salvo e Barracca) (2.465 abitanti)
- Savoca (2.025 abitanti)
- Forza d'Agrò (1.466 abitanti)
  - borgo di Scifì
  - borgo di Sant'Alessio
- Limina (1.782 abitanti)
- Roccafiorita (469 abitanti)
- Antillo (istituito nel 1845) (1.020 abitanti)
- Casalvecchio (2.351 abitanti)
  - borgo di Misserio
  - borgo di Rimiti
- Locadi (445 abitanti)
- Totale: 12.023 abitanti nell'anno 1859